# Pour en finir avec le jugement de dieu
« Pour en finir avec le jugement de dieu », est une création radiophonique du poète français Antonin Artaud, enregistrée dans les studios de la Radiodiffusion française (RDF) entre le 22 et 29 novembre 1947.
Cette création radiophonique est une commande de la RDF, et elle fut censurée la veille de sa première diffusion, le 1er février 1948, par son directeur, Wladimir Porché. Les textes sont lus par Maria Casarès, Roger Blin, Paule Thévenin et l'auteur. L'accompagnement est composé de cris, de battements de tambour et de xylophone enregistrés par l'auteur lui-même.
L'interdiction de l'émission suscite plusieurs réactions d'indignation dont celle de l'éditeur et critique Maurice Nadeau. Une diffusion de l'émission est alors proposée à un public restreint composé de journalistes, d'artistes et d'écrivains. Le texte intégral est publié fin 1947 ou début 1948 dans la revue Nyza, dans une édition clandestine, non datée. En avril 1948, le texte fait l'objet d'une publication posthume par K éditeur dirigé par Alain Gheerbrant. 
Elle est éditée bien plus tard sous forme la forme d'un disque compact par le label Sub Rosa puis par l'éditeur André Dimanche. 
Le texte est enfin repris dans les Œuvres Complètes du poète, tome XIII et réédité dans la collection « Poésie » chez Gallimard par Evelyne Grossman.

## «Corps sans organes»
C'est dans « Pour en finir avec le jugement de dieu » qu'Artaud introduit l'expression popularisée par Gilles Deleuze et Félix Guattari de « corps sans organes » :
« L'homme est malade parce qu'il est mal construit. Il faut se décider à le mettre à nu pour lui gratter cet animalcule qui le démange mortellement, dieu, et avec dieu ses organes car liez-moi si vous le voulez mais il n'y a rien de plus inutile qu'un organe. Lorsque vous lui aurez fait un corps sans organes vous l'aurez délivré de tous ses automatismes et rendu à sa véritable liberté. Alors vous lui réapprendrez à danser à l'envers comme dans le délire des bals musette, et cet envers sera son véritable endroit », « Pour en finir avec le jugement de dieu », Pour en finir avec le jugement de dieu K éditeur, p. 39-40.
Artaud oppose ce qu'il appelle parfois le corps « atomique » au corps anatomique, le corps-tombeau qui enferme les hommes, alors qu'il s'agit pour lui de « faire danser l'anatomie humaine ». Le « corps sans organes », corps animé de mots, participe ainsi de « l'Homme incréé » et représente selon le poète « la matérialisation corporelle et réelle d'un être intégral de poésie ».

## Premiers mots
«  J’ai appris hier – il faut croire que je retarde – ou peut-être n’est-ce qu’un faux bruit, l’un de ces sales ragots comme il s’en colporte entre éviers et latrines à l’heure de la mise au baquet des repas une fois de plus ingurgités. J’ai appris hier une des pratiques officielles les plus sensationnelles des écoles publiques américaines. Et qui font sans doute que ce pays se croit à la tête du progrès. Il parait que parmi les examens ou épreuves que l’on fait subir à un enfant qui entre pour la première fois dans une école publique, aurait lieu l’épreuve dite de la liqueur séminale ou du sperme, et qui consisterait à demander à cet enfant nouvel entrant un peu de son sperme afin de l’insérer dans un bocal et de le tenir ainsi prêt à toutes les tentatives de fécondations artificielles qui pourraient ensuite être tentées. Car, de plus en plus, les américains trouvent qu’ils manquent de bras et d’enfants. C'est-à-dire non pas d’ouvriers, mais de soldats. Et ils veulent de toute force et par tous les moyens possibles, faire et fabriquer des soldats. Enjeu de toutes les guerres planétaires, qui pourraient ensuite avoir lieu. Et qui seraient destinés à démontrer les vertus écrasantes de la force, la sur-excellence des produits américains et des fruits de la sueur américaine sur tous les champs de l’activité et du dynamisme possible de la force.  »
— Antonin Artaud, Pour en finir avec le jugement de Dieu, 1948

## Dans la culture populaire
Un extrait a été utilisé par Hubert-Félix Thiéfaine à la fin de « Quand la banlieue descendra sur la ville » en 2001 sur l’album Défloration 13.

## Enregistrements, éditions
- « Pour en finir avec le jugement de dieu : émission radiophonique enregistrée le 28 novembre 1947 », K éditeur, Paris, 1948.
- Œuvres complètes, tome XIII : Van Gogh, le suicidé de la société ; Pour en finir avec le jugement de dieu (suivi de) Le Théâtre de la cruauté ; Lettres à propos de « Pour en finir avec le jugement de dieu », Gallimard, Paris, 1974.
- [audio] « Pour en finir avec le jugement de dieu », Sub Rosa, CD, 1996.
- « Pour en finir avec le jugement de dieu », édition dirigée par Jean-Christophe Bailly, Marseille, André Dimanche Éditeur, 1998.
- Pour en finir avec le jugement de dieu, Éd. La Mauvaise Graine, coll. « Accordéon », 2002.
- Pour en finir avec le jugement de dieu, suivi de « Le Théâtre de la Cruauté », édition dirigée par Évelyne Grossman, Gallimard, coll. « Poésie », Paris, 2003.
- [audio] Pour en finir avec le jugement de Dieu / Artaud Remixes, Artaud / Chalosse,  2001 label Signature (9) – SIG 12008/9 double CD; CD 1:émission originale, CD 2: remixes par Marc Chalosse[4].